# Polo aquático no Campeonato Mundial de Esportes Aquáticos de 2011 - Feminino
O torneio feminino de polo aquático no Campeonato Mundial de Esportes Aquáticos de 2011 em Xangai foi disputado entre 17 de julho e 29 de julho no Shanghai Oriental Sports Center.

## Medalhistas
| Ouro | Prata | Bronze |
| Grécia · Eleni Kouvdou · Christina Tsoukala · Antiopi Melidoni · Ilektra Maria Psouni · Kyriaki Liosi · Alkisti Avramidou · Alexandra Asimaki · Antigoni Roumpesi · Angeliki Gerolymou · Triantafyllia Manolioudaki · Stavroula Antonakou · Georgia Lara · Eleni Goula | China · Yang Jun · Teng Fei · Liu Ping · Sun Yujun · He Jin · Sun Zating · Song Donglun · Chen Yuan · Wang Yi · Ma Huanhuan · Sun Huizi · Zhang Lei · Wang Ying | Rússia · Maria Kovtunovskaya · Nadezhda Fedotova · Ekaterina Prokofyeva · Sofia Konukh · Alexandra Antonova · Natalia Ryzhova-Alenicheva · Ekaterina Lisunova · Evgenia Soboleva · Ekaterina Tankeeva · Olga Beliaeva · Evgeniya Ivanova · Yulia Gaufler · Anna Karnaukh |

## Formato da disputa
Na primeira fase, as equipes enfrentam as outras equipes de seu grupo uma única vez. Ao final das três rodadas, a primeira colocada de cada grupo se classifica direto para as quartas-de-final. As equipes que ocuparem a segunda e a terceira posições disputarão as oitavas-de-final. A quarta colocada de cada grupo disputará do 13º ao 16º lugares.

## Primeira fase
Todas as partidas seguem o fuso horário da China  (UTC+8)

### Grupo A
| Seleção        | J | V | E | D | GM | GS | +/- | Pts |
| -------------- | - | - | - | - | -- | -- | --- | --- |
| Estados Unidos | 3 | 2 | 1 | 0 | 37 | 18 | +19 | 5   |
| Países Baixos  | 3 | 1 | 2 | 0 | 29 | 19 | +10 | 4   |
| Hungria        | 3 | 1 | 1 | 1 | 37 | 31 | +6  | 3   |
| Cazaquistão    | 3 | 0 | 0 | 3 | 13 | 48 | −35 | 0   |

| 17 de julho de 2011 09:30 (jogo 01) | [ 1 ] | Países Baixos                              | 7–7 | Estados Unidos | Shanghai Oriental Sports Center, Shanghai Público: 700 Árbitros: Caputi (ITA), Margets (SLO) |
| 17 de julho de 2011 09:30 (jogo 01) | [ 1 ] | Pontuação por períodos: 1–1, 2–2, 3–2, 1–2 |     |                | Shanghai Oriental Sports Center, Shanghai Público: 700 Árbitros: Caputi (ITA), Margets (SLO) |

| 17 de julho de 2011 10:50 (jogo 02) | [ 2 ] | Cazaquistão                                | 6–21 | Hungria | Shanghai Oriental Sports Center, Shanghai Público: 700 Árbitros: Ni (CHN), Tulga (TUR) |
| 17 de julho de 2011 10:50 (jogo 02) | [ 2 ] | Pontuação por períodos: 3–5, 0–6, 3–6, 0–4 |      |         | Shanghai Oriental Sports Center, Shanghai Público: 700 Árbitros: Ni (CHN), Tulga (TUR) |

| 19 de julho de 2011 18:20 (jogo 14) | [ 3 ] | Hungria                                    | 7–16 | Estados Unidos | Shanghai Oriental Sports Center, Shanghai Público: 650 Árbitros: Bock (GER), Naumov (RUS) |
| 19 de julho de 2011 18:20 (jogo 14) | [ 3 ] | Pontuação por períodos: 2–3, 2–4, 3–5, 0–4 |      |                | Shanghai Oriental Sports Center, Shanghai Público: 650 Árbitros: Bock (GER), Naumov (RUS) |

| 19 de julho de 2011 19:40 (jogo 15) | [ 4 ] | Países Baixos                              | 13–3 | Cazaquistão | Shanghai Oriental Sports Center, Shanghai Público: 500 Árbitros: Cabral (BRA), Wengenroth (SUO) |
| 19 de julho de 2011 19:40 (jogo 15) | [ 4 ] | Pontuação por períodos: 4–1, 3–1, 3–0, 3–1 |      |             | Shanghai Oriental Sports Center, Shanghai Público: 500 Árbitros: Cabral (BRA), Wengenroth (SUO) |

| 21 de julho de 2011 13:30 (jogo 20) | [ 5 ] | Países Baixos                              | 9–9 | Hungria | Shanghai Oriental Sports Center, Shanghai Público: 300 Árbitros: Caputi (ITA), Williams (NZL) |
| 21 de julho de 2011 13:30 (jogo 20) | [ 5 ] | Pontuação por períodos: 3–1, 0–0, 3–3, 3–5 |     |         | Shanghai Oriental Sports Center, Shanghai Público: 300 Árbitros: Caputi (ITA), Williams (NZL) |

| 21 de julho de 2011 17:00 (jogo 21) | [ 6 ] | Cazaquistão                                | 4–14 | Estados Unidos | Shanghai Oriental Sports Center, Shanghai Público: 600 Árbitros: Ciric (SRB), Menendez (CUB) |
| 21 de julho de 2011 17:00 (jogo 21) | [ 6 ] | Pontuação por períodos: 3–4, 0–4, 0–4, 1–2 |      |                | Shanghai Oriental Sports Center, Shanghai Público: 600 Árbitros: Ciric (SRB), Menendez (CUB) |

### Grupo B
| Seleção       | J | V | E | D | GM | GS | +/- | Pts |
| ------------- | - | - | - | - | -- | -- | --- | --- |
| Canadá        | 3 | 3 | 0 | 0 | 43 | 17 | +26 | 6   |
| Austrália     | 3 | 2 | 0 | 1 | 46 | 16 | +30 | 4   |
| Nova Zelândia | 3 | 1 | 0 | 2 | 27 | 29 | −2  | 2   |
| Uzbequistão   | 3 | 0 | 0 | 3 | 14 | 68 | −54 | 0   |

| 17 de julho de 2011 12:10 (jogo 03) | [ 7 ] | Austrália                                  | 7–10 | Canadá | Shanghai Oriental Sports Center, Shanghai Público: 500 Árbitros: Stavridis (GRE), Bock (GER) |
| 17 de julho de 2011 12:10 (jogo 03) | [ 7 ] | Pontuação por períodos: 0–2, 2–3, 2–3, 3–2 |      |        | Shanghai Oriental Sports Center, Shanghai Público: 500 Árbitros: Stavridis (GRE), Bock (GER) |

| 17 de julho de 2011 13:30 (jogo 04) | [ 8 ] | Nova Zelândia                              | 19–6 | Uzbequistão | Shanghai Oriental Sports Center, Shanghai Público: 450 Árbitros: Pinker (RSA), Borrell (ESP) |
| 17 de julho de 2011 13:30 (jogo 04) | [ 8 ] | Pontuação por períodos: 4–2, 5–1, 6–1, 4–2 |      |             | Shanghai Oriental Sports Center, Shanghai Público: 450 Árbitros: Pinker (RSA), Borrell (ESP) |

| 19 de julho de 2011 09:30 (jogo 09) | [ 9 ] | Uzbequistão                                | 6–22 | Canadá | Shanghai Oriental Sports Center, Shanghai Público: 450 Árbitros: Menendez (CUB), Makita (JPN) |
| 19 de julho de 2011 09:30 (jogo 09) | [ 9 ] | Pontuação por períodos: 2–6, 1–6, 1–7, 2–3 |      |        | Shanghai Oriental Sports Center, Shanghai Público: 450 Árbitros: Menendez (CUB), Makita (JPN) |

| 19 de julho de 2011 10:50 (jogo 10) | [ 10 ] | Austrália                                  | 12–4 | Nova Zelândia | Shanghai Oriental Sports Center, Shanghai Público: 450 Árbitros: Ni (CHN), Pinker (RSA) |
| 19 de julho de 2011 10:50 (jogo 10) | [ 10 ] | Pontuação por períodos: 3–0, 2–0, 4–2, 3–2 |      |               | Shanghai Oriental Sports Center, Shanghai Público: 450 Árbitros: Ni (CHN), Pinker (RSA) |

| 21 dfe julho de 2011 18:20 (jogo 22) | [ 11 ] | Austrália                                  | 27–2 | Uzbequistão | Shanghai Oriental Sports Center, Shanghai Público: 400 Árbitros: Wengenroth (SUI), Gonzalez (PUR) |
| 21 dfe julho de 2011 18:20 (jogo 22) | [ 11 ] | Pontuação por períodos: 3–1, 9–0, 6–1, 9–0 |      |             | Shanghai Oriental Sports Center, Shanghai Público: 400 Árbitros: Wengenroth (SUI), Gonzalez (PUR) |

| 21 de julho de 2011 19:40 (jogo 23) | [ 12 ] | Nova Zelândia                              | 4–11 | Canadá | Shanghai Oriental Sports Center, Shanghai Árbitros: Naumov (RUS), Alexandrescu (ROU) |
| 21 de julho de 2011 19:40 (jogo 23) | [ 12 ] | Pontuação por períodos: 2–3, 1–4, 1–2, 0–2 |      |        | Shanghai Oriental Sports Center, Shanghai Árbitros: Naumov (RUS), Alexandrescu (ROU) |

### Grupo C
| Seleção | J | V | E | D | GM | GS | +/- | Pts |
| ------- | - | - | - | - | -- | -- | --- | --- |
| Grécia  | 3 | 3 | 0 | 0 | 27 | 22 | +5  | 6   |
| Rússia  | 3 | 2 | 0 | 1 | 38 | 18 | +20 | 4   |
| Espanha | 3 | 1 | 0 | 2 | 29 | 32 | –3  | 2   |
| Brasil  | 3 | 0 | 0 | 3 | 16 | 38 | –22 | 0   |

| 17 de julho de 2011 15:00 (jogo 05) | [ 13 ] | Brasil                                     | 4–15 | Rússia | Shanghai Oriental Sports Center, Shanghai Público: 600 Árbitros: Flahive (AUS), Koryzna (POL) |
| 17 de julho de 2011 15:00 (jogo 05) | [ 13 ] | Pontuação por períodos: 1–6, 1–2, 2–2, 0–5 |      |        | Shanghai Oriental Sports Center, Shanghai Público: 600 Árbitros: Flahive (AUS), Koryzna (POL) |

| 17 de julho de 2011 16:20 (jogo 06) | [ 14 ] | Grécia                                     | 10–9 | Espanha | Shanghai Oriental Sports Center, Shanghai Público: 450 Árbitros: Remnet (NED), Koganov (AZE) |
| 17 de julho de 2011 16:20 (jogo 06) | [ 14 ] | Pontuação por períodos: 2–3, 3–1, 3–2, 2–3 |      |         | Shanghai Oriental Sports Center, Shanghai Público: 450 Árbitros: Remnet (NED), Koganov (AZE) |

| 19 de julho de 2011 12:10 (jogo 11) | [ 15 ] | Espanha                                    | 8–18 | Rússia | Shanghai Oriental Sports Center, Shanghai Público: 250 Árbitros: Flahive (AUS), Deslieres (CAN) |
| 19 de julho de 2011 12:10 (jogo 11) | [ 15 ] | Pontuação por períodos: 1–4, 3–4, 3–6, 1–4 |      |        | Shanghai Oriental Sports Center, Shanghai Público: 250 Árbitros: Flahive (AUS), Deslieres (CAN) |

| 19 de julho de 2011 13:30 (jogo 12) | [ 16 ] | Brasil                                     | 8–11 | Grécia | Shanghai Oriental Sports Center, Shanghai Público: 200 Árbitros: Juhász (HUN), Rotsart (USA) |
| 19 de julho de 2011 13:30 (jogo 12) | [ 16 ] | Pontuação por períodos: 2–3, 3–2, 1–3, 2–3 |      |        | Shanghai Oriental Sports Center, Shanghai Público: 200 Árbitros: Juhász (HUN), Rotsart (USA) |

| 21 de julho de 2011 09:30 (jogo 17) | [ 17 ] | Brasil                                     | 4–12 | Espanha | Shanghai Oriental Sports Center, Shanghai Público: 450 Árbitros: Rustamova (UZB), Margeta Boris (SLO) |
| 21 de julho de 2011 09:30 (jogo 17) | [ 17 ] | Pontuação por períodos: 0–3, 2–4, 0–3, 2–2 |      |         | Shanghai Oriental Sports Center, Shanghai Público: 450 Árbitros: Rustamova (UZB), Margeta Boris (SLO) |

| 21 de julho de 2011 10:50 (jogo 18) | [ 18 ] | Grécia                                     | 6–5 | Rússia | Shanghai Oriental Sports Center, Shanghai Público: 350 Árbitros: Borrell (ESP), Juhász (HUN) |
| 21 de julho de 2011 10:50 (jogo 18) | [ 18 ] | Pontuação por períodos: 2–2, 1–1, 1–1, 2–1 |     |        | Shanghai Oriental Sports Center, Shanghai Público: 350 Árbitros: Borrell (ESP), Juhász (HUN) |

### Grupo D
| Seleção       | J | V | E | D | GM | GS | +/- | Pts |
| ------------- | - | - | - | - | -- | -- | --- | --- |
| Itália        | 3 | 3 | 0 | 0 | 40 | 15 | +25 | 6   |
| China         | 3 | 2 | 0 | 1 | 50 | 21 | +29 | 4   |
| Cuba          | 3 | 0 | 1 | 2 | 19 | 40 | −21 | 1   |
| África do Sul | 3 | 0 | 1 | 2 | 16 | 49 | −33 | 1   |

| 17 de julho de 2011 17:40 (jogo 07) | [ 19 ] | Itália                                     | 12–4 | Cuba | Shanghai Oriental Sports Center, Shanghai Público: 300 Árbitros: Juhász (HUN), Wengenroth (SUI) |
| 17 de julho de 2011 17:40 (jogo 07) | [ 19 ] | Pontuação por períodos: 4–1, 2–1, 3–0, 3–2 |      |      | Shanghai Oriental Sports Center, Shanghai Público: 300 Árbitros: Juhász (HUN), Wengenroth (SUI) |

| 17 de julho de 2011 19:00 (jogo 08) | [ 20 ] | África do Sul                              | 5–22 | China | Shanghai Oriental Sports Center, Shanghai Público: 450 Árbitros: Deslieres (CAN), Makita (JPN) |
| 17 de julho de 2011 19:00 (jogo 08) | [ 20 ] | Pontuação por períodos: 1–5, 0–6, 2–5, 2–6 |      |       | Shanghai Oriental Sports Center, Shanghai Público: 450 Árbitros: Deslieres (CAN), Makita (JPN) |

| 19 de julho de 2011 17:00 (jogo 13) | [ 21 ] | Itália                                     | 18–2 | África do Sul | Shanghai Oriental Sports Center, Shanghai Público: 400 Árbitros: Peris (CRO), Rustamova (UZB) |
| 19 de julho de 2011 17:00 (jogo 13) | [ 21 ] | Pontuação por períodos: 4–2, 5–0, 5–0, 4–0 |      |               | Shanghai Oriental Sports Center, Shanghai Público: 400 Árbitros: Peris (CRO), Rustamova (UZB) |

| 19 de julho de 2011 21:00 (jogo 16) | [ 22 ] | China                                      | 19–6 | Cuba | Shanghai Oriental Sports Center, Shanghai Público: 700 Árbitros: Balfanbayev (KAZ), Gonzalez (PUR) |
| 19 de julho de 2011 21:00 (jogo 16) | [ 22 ] | Pontuação por períodos: 6–2, 4–0, 5–2, 4–2 |      |      | Shanghai Oriental Sports Center, Shanghai Público: 700 Árbitros: Balfanbayev (KAZ), Gonzalez (PUR) |

| 21 de julho de 2011 12:10 (jogo 19) | [ 23 ] | África do Sul                              | 9–9 | Cuba | Shanghai Oriental Sports Center, Shanghai Público: 250 Árbitros: Reemnet (NED), Makita (JPN) |
| 21 de julho de 2011 12:10 (jogo 19) | [ 23 ] | Pontuação por períodos: 3–3, 1–1, 1–1, 4–4 |     |      | Shanghai Oriental Sports Center, Shanghai Público: 250 Árbitros: Reemnet (NED), Makita (JPN) |

| 21 de julho de 2011 21:00 (jogo 24) | [ 24 ] | Itália                                     | 10–9 | China | Shanghai Oriental Sports Center, Shanghai Público: 700 Árbitros: Koganov (AZE), Flahive (AUS) |
| 21 de julho de 2011 21:00 (jogo 24) | [ 24 ] | Pontuação por períodos: 4–2, 2–1, 3–3, 1–3 |      |       | Shanghai Oriental Sports Center, Shanghai Público: 700 Árbitros: Koganov (AZE), Flahive (AUS) |

## Segunda fase
|  | Play-off            | Play-off            |                     |                     | Quartas-de-final    | Quartas-de-final    |                     |                     | Semifinal           | Semifinal |  |  | Final | Final |
|  |                     |                     |                     |                     |                     |                     |                     |                     |                     |           |  |  |       |       |
|  |                     |                     |                     |                     | 25 de julho - 14:00 |                     |                     |                     |                     |           |  |  |       |       |
|  | 23 de julho - 16:50 |                     |                     |                     |                     |                     |                     |                     |                     |           |  |  |       |       |
|  | USA Estados Unidos  | 7                   |                     |                     |                     |                     |                     |                     |                     |           |  |  |       |       |
|  | USA Estados Unidos  | 7                   | RUS Rússia          | 26                  | 27 de julho - 21:00 | 27 de julho - 21:00 |                     |                     |                     |           |  |  |       |       |
|  |                     | RUS Rússia          | RUS Rússia          | 26                  | 27 de julho - 21:00 | 27 de julho - 21:00 | 9                   |                     |                     |           |  |  |       |       |
|  | CUB Cuba            | RUS Rússia          | 4                   |                     | RUS Rússia          | 12                  | 9                   |                     |                     |           |  |  |       |       |
|  | CUB Cuba            | 25 de julho - 21:00 | 4                   |                     | RUS Rússia          | 12                  |                     |                     |                     |           |  |  |       |       |
|  | 23 de julho - 21:00 | 23 de julho - 21:00 |                     | CHN China           | 13                  |                     |                     |                     |                     |           |  |  |       |       |
|  | 23 de julho - 21:00 | 23 de julho - 21:00 | CAN Canadá          | CHN China           | 13                  | 7                   |                     |                     |                     |           |  |  |       |       |
|  | ESP Espanha         | 6                   | CAN Canadá          |                     |                     | 7                   | 29 de julho - 21:00 | 29 de julho - 21:00 |                     |           |  |  |       |       |
|  | ESP Espanha         | 6                   |                     | CHN China           | 9                   |                     | 29 de julho - 21:00 | 29 de julho - 21:00 |                     |           |  |  |       |       |
|  | CHN China           | 15                  |                     | CHN China           | 9                   | CHN China           | 8                   |                     |                     |           |  |  |       |       |
|  | CHN China           | 15                  | 25 de julho - 15:20 |                     |                     | CHN China           | 8                   |                     |                     |           |  |  |       |       |
|  | 23 de julho - 12:10 | 23 de julho - 12:10 |                     | GRE Grécia          | 9                   |                     |                     |                     |                     |           |  |  |       |       |
|  | 23 de julho - 12:10 | 23 de julho - 12:10 | GRE Grécia          | GRE Grécia          | 9                   | 12                  |                     |                     |                     |           |  |  |       |       |
|  | NED Países Baixos   | 14                  | GRE Grécia          | 27 de julho - 16:50 | 27 de julho - 16:50 | 12                  |                     |                     |                     |           |  |  |       |       |
|  | NED Países Baixos   | 14                  |                     | 27 de julho - 16:50 | 27 de julho - 16:50 | NED Países Baixos   | 10                  |                     |                     |           |  |  |       |       |
|  | NZL Nova Zelândia   | 6                   |                     | GRE Grécia          | 14                  | NED Países Baixos   | 10                  | Disputa do 3º lugar | Disputa do 3º lugar |           |  |  |       |       |
|  | NZL Nova Zelândia   | 6                   | 25 de julho – 16:40 | GRE Grécia          | 14                  |                     |                     | Disputa do 3º lugar | Disputa do 3º lugar |           |  |  |       |       |
|  | 23 de julho - 15:30 | 23 de julho - 15:30 |                     | ITA Itália          | 11                  |                     | 29 de julho - 16:00 | 29 de julho - 16:00 |                     |           |  |  |       |       |
|  | 23 de julho - 15:30 | 23 de julho - 15:30 | ITA Itália          | ITA Itália          | 11                  | 14                  | 29 de julho - 16:00 | 29 de julho - 16:00 |                     |           |  |  |       |       |
|  | HUN Hungria         | 9                   | ITA Itália          |                     |                     | 14                  | RUS Rússia          | 8                   |                     |           |  |  |       |       |
|  | HUN Hungria         | 9                   |                     | AUS Austrália       | 12                  |                     | RUS Rússia          | 8                   |                     |           |  |  |       |       |
|  | AUS Austrália       | 10                  |                     | AUS Austrália       | 12                  | ITA Itália          | 7                   |                     |                     |           |  |  |       |       |
|  | AUS Austrália       | 10                  |                     |                     |                     | ITA Itália          | 7                   |                     |                     |           |  |  |       |       |

### Oitavas de final
| 23 de julho de 2011 12:10 (jogo 27) | [ 25 ] | Países Baixos                              | 14–6 | Nova Zelândia | Shanghai Oriental Sports Center, Shanghai Público: 350 Árbitros: Balfanbayev (KAZ), Cabral (BRA) |
| 23 de julho de 2011 12:10 (jogo 27) | [ 25 ] | Pontuação por períodos: 6–2, 2–0, 3–3, 3–1 |      |               | Shanghai Oriental Sports Center, Shanghai Público: 350 Árbitros: Balfanbayev (KAZ), Cabral (BRA) |

| 23 de julho de 2011 15:30 (jogo 28) | [ 26 ] | Hungria                                    | 9–10 | Austrália | Shanghai Oriental Sports Center, Shanghai Público: 900 Árbitros: Margeta (SLO), Borrell (ESP) |
| 23 de julho de 2011 15:30 (jogo 28) | [ 26 ] | Pontuação por períodos: 2–3, 2–2, 1–3, 4–2 |      |           | Shanghai Oriental Sports Center, Shanghai Público: 900 Árbitros: Margeta (SLO), Borrell (ESP) |

| 23 de julho de 2011 16:50 (jogo 29) | [ 27 ] | Rússia                                     | 26–4 | Cuba | Shanghai Oriental Sports Center, Shanghai Público: 750 Árbitros: Pinker (RSA), Makita (JPN) |
| 23 de julho de 2011 16:50 (jogo 29) | [ 27 ] | Pontuação por períodos: 5–1, 8–0, 6–1, 7–2 |      |      | Shanghai Oriental Sports Center, Shanghai Público: 750 Árbitros: Pinker (RSA), Makita (JPN) |

| 23 de julho de 2011 21:00 (jogo 30) | [ 28 ] | Espanha                                    | 6–15 | China | Shanghai Oriental Sports Center, Shanghai Árbitros: Stavridis (GRE), Naumov (RUS) |
| 23 de julho de 2011 21:00 (jogo 30) | [ 28 ] | Pontuação por períodos: 2–7, 1–2, 2–3, 1–3 |      |       | Shanghai Oriental Sports Center, Shanghai Árbitros: Stavridis (GRE), Naumov (RUS) |

### Quartas de final
| 25 de julho de 2011 14:00 (jogo 35) | [ 29 ] | Estados Unidos                             | 7–9 | Rússia | Shanghai Oriental Sports Center, Shanghai Público: 450 Árbitros: Tulga (TUR), Bock (GER) |
| 25 de julho de 2011 14:00 (jogo 35) | [ 29 ] | Pontuação por períodos: 2–0, 3–2, 1–5, 1–2 |     |        | Shanghai Oriental Sports Center, Shanghai Público: 450 Árbitros: Tulga (TUR), Bock (GER) |

| 25 de julho de 2011 15:20 (jogo 37) | [ 30 ] | Grécia                                     | 12–10 | Países Baixos | Shanghai Oriental Sports Center, Shanghai Público: 350 Árbitros: Brgulian (MNE), Balfanbayev (KAZ) |
| 25 de julho de 2011 15:20 (jogo 37) | [ 30 ] | Pontuação por períodos: 3–4, 5–1, 2–3, 2–2 |       |               | Shanghai Oriental Sports Center, Shanghai Público: 350 Árbitros: Brgulian (MNE), Balfanbayev (KAZ) |

| 25 de julho de 2011 16:40 (jogo 38) | [ 31 ] | Itália                                                              | 14–12 | Austrália | Shanghai Oriental Sports Center, Shanghai Público: 550 Árbitros: Juhaz (HUN), Borrell (ESP) |
| 25 de julho de 2011 16:40 (jogo 38) | [ 31 ] | Pontuação por períodos: 0–1, 4–0, 4–6, 0–1 Tempo extra: 1–1 Pen 5–3 |       |           | Shanghai Oriental Sports Center, Shanghai Público: 550 Árbitros: Juhaz (HUN), Borrell (ESP) |

| 25 de julho de 2011 21:00 (jogo 36) | [ 32 ] | Canadá                                     | 7–9 | China | Shanghai Oriental Sports Center, Shanghai Público: 850 Árbitros: Stavridis (GRE), Caputi (ITA) |
| 25 de julho de 2011 21:00 (jogo 36) | [ 32 ] | Pontuação por períodos: 2–3, 2–2, 3–3, 0–1 |     |       | Shanghai Oriental Sports Center, Shanghai Público: 850 Árbitros: Stavridis (GRE), Caputi (ITA) |

### Semifinal
| 27 de julho de 2011 16:50 (jogo 44) | [ 33 ] | Grécia                                     | 14–11 | Itália | Shanghai Oriental Sports Center, Shanghai Público: 950 Árbitros: Tulga (TUR), Borrell (ESP) |
| 27 de julho de 2011 16:50 (jogo 44) | [ 33 ] | Pontuação por períodos: 3–2, 5–3, 3–3, 3–3 |       |        | Shanghai Oriental Sports Center, Shanghai Público: 950 Árbitros: Tulga (TUR), Borrell (ESP) |

| 27 de julho de 2011 21:00 (jogo 43) | [ 34 ] | Rússia                                     | 12–13 | China | Shanghai Oriental Sports Center, Shanghai Público: 1,400 Árbitros: Margeta (SLO), Flahive (AUS) |
| 27 de julho de 2011 21:00 (jogo 43) | [ 34 ] | Pontuação por períodos: 3–4, 3–3, 3–2, 3–4 |       |       | Shanghai Oriental Sports Center, Shanghai Público: 1,400 Árbitros: Margeta (SLO), Flahive (AUS) |

### Disputa pelo bronze
| 29 de julho de 2011 16:00 (jogo 47) | [ 35 ] | Rússia                                     | 8–7 | Itália | Shanghai Oriental Sports Center, Shanghai Público: 1,000 Árbitros: Juhaz (HUN), Rotsart (USA) |
| 29 de julho de 2011 16:00 (jogo 47) | [ 35 ] | Pontuação por períodos: 4–0, 2–1, 2–6, 0–0 |     |        | Shanghai Oriental Sports Center, Shanghai Público: 1,000 Árbitros: Juhaz (HUN), Rotsart (USA) |

### Final
| 29 de julho de 2011 21:00 (jogo 48) | [ 36 ] | China                                      | 8–9 | Grécia | Shanghai Oriental Sports Center, Shanghai Público: 1,600 Árbitros: Caputi (ITA), Brgulian (MNE) |
| 29 de julho de 2011 21:00 (jogo 48) | [ 36 ] | Pontuação por períodos: 2–2, 0–2, 4–4, 2–1 |     |        | Shanghai Oriental Sports Center, Shanghai Público: 1,600 Árbitros: Caputi (ITA), Brgulian (MNE) |

## Disputa do 5º ao 8º lugares
|  | Semifinais     | Semifinais  |    |             | 5º lugar       | 5º lugar |  |
|  |                |             |    |             |                |          |  |
|  | 27 de julho    |             |    |             |                |          |  |
|  | Estados Unidos | 8           |    |             |                |          |  |
|  | Canadá         | 4           |    |             |                |          |  |
|  |                |             |    |             |                |          |  |
|  |                |             |    |             | 29 de julho    |          |  |
|  |                |             |    |             | Estados Unidos | 5        |  |
|  |                | Austrália   | 10 |             |                |          |  |
|  |                |             |    |             |                |          |  |
|  |                |             |    |             |                |          |  |
|  |                |             |    |             | 7º lugar       |          |  |
|  | 27 de julho    | 27 de julho |    | 29 de julho | 29 de julho    |          |  |
|  | Países Baixos  | 7           |    | Canadá      | 7              |          |  |
|  | Austrália      | 12          |    |             | Países Baixos  | 8        |  |

| 27 de julho de 2011 12:10 (jogo 41) | [ 37 ] | Estados Unidos                             | 8–4 | Canadá | Shanghai Oriental Sports Center, Shanghai Público: 250 Árbitros: Naumov (RUS), Menendez (CUB) |
| 27 de julho de 2011 12:10 (jogo 41) | [ 37 ] | Pontuação por períodos: 2–2, 2–0, 2–1, 2–1 |     |        | Shanghai Oriental Sports Center, Shanghai Público: 250 Árbitros: Naumov (RUS), Menendez (CUB) |

| 27 de julho de 2011 15:30 (jogo 42) | [ 38 ] | Países Baixos                              | 7–12 | Austrália | Shanghai Oriental Sports Center, Shanghai Público: 900 Árbitros: Juhaz (HUN), Balfanbayev (KAZ) |
| 27 de julho de 2011 15:30 (jogo 42) | [ 38 ] | Pontuação por períodos: 1–4, 2–4, 3–3, 1–1 |      |           | Shanghai Oriental Sports Center, Shanghai Público: 900 Árbitros: Juhaz (HUN), Balfanbayev (KAZ) |

### Decisão do 7º lugar
| 29 de julho de 2011 09:30 (jogo 45) | [ 39 ] | Canadá                                     | 7–8 | Países Baixos | Shanghai Oriental Sports Center, Shanghai Público: 200 Árbitros: Koryzna (POL), Pinker (RSA) |
| 29 de julho de 2011 09:30 (jogo 45) | [ 39 ] | Pontuação por períodos: 2–0, 1–3, 3–4, 1–1 |     |               | Shanghai Oriental Sports Center, Shanghai Público: 200 Árbitros: Koryzna (POL), Pinker (RSA) |

### Decisão do 5º lugar
| 29 de julho de 2011 10:50 (jogo 46) | [ 40 ] | Estados Unidos                             | 5–10 | Austrália | Shanghai Oriental Sports Center, Shanghai Público: 250 Árbitros: Deslieres (CAN), Peris (CRO) |
| 29 de julho de 2011 10:50 (jogo 46) | [ 40 ] | Pontuação por períodos: 2–1, 0–4, 2–4, 1–1 |      |           | Shanghai Oriental Sports Center, Shanghai Público: 250 Árbitros: Deslieres (CAN), Peris (CRO) |

## Disputa do 9º ao 12º lugares
|  | Semifinais    | Semifinais  |    |               | 9º lugar    | 9º lugar |  |
|  |               |             |    |               |             |          |  |
|  | 25 de julho   |             |    |               |             |          |  |
|  | Nova Zelândia | 10          |    |               |             |          |  |
|  | Cuba          | 11          |    |               |             |          |  |
|  |               |             |    |               |             |          |  |
|  |               |             |    |               | 27 de julho |          |  |
|  |               |             |    |               | Cuba        | 7        |  |
|  |               | Hungria     | 12 |               |             |          |  |
|  |               |             |    |               |             |          |  |
|  |               |             |    |               |             |          |  |
|  |               |             |    |               | 11º lugar   |          |  |
|  | 25 de julho   | 25 de julho |    | 27 de julho   | 27 de julho |          |  |
|  | Hungria       | 17          |    | Nova Zelândia | 7           |          |  |
|  | Espanha       | 13          |    |               | Espanha     | 15       |  |

| 25 de julho de 2011 11:20 (jogo 33) | [ 41 ] | Nova Zelândia                              | 10–11 | Cuba | Shanghai Oriental Sports Center, Shanghai Público: 300 Árbitros: Ni (CHN), Pinker (RSA) |
| 25 de julho de 2011 11:20 (jogo 33) | [ 41 ] | Pontuação por períodos: 2–3, 4–3, 3–2, 1–3 |       |      | Shanghai Oriental Sports Center, Shanghai Público: 300 Árbitros: Ni (CHN), Pinker (RSA) |

| 25 de julho de 2011 12:40 (jogo 34) | [ 42 ] | Hungria                                    | 17–13 | Espanha | Shanghai Oriental Sports Center, Shanghai Público: 450 Árbitros: Deslieres (CAN), Wengenroth (SUI) |
| 25 de julho de 2011 12:40 (jogo 34) | [ 42 ] | Pontuação por períodos: 5–3, 5–3, 4–3, 3–4 |       |         | Shanghai Oriental Sports Center, Shanghai Público: 450 Árbitros: Deslieres (CAN), Wengenroth (SUI) |

### Decisão do 11º lugar
| 27 de julho de 2011 09:30 (jogo 39) | [ 43 ] | Nova Zelândia                              | 7–15 | Espanha | Shanghai Oriental Sports Center, Shanghai Público: 250 Árbitros: Deslieres (CAN), Cabral (BRA) |
| 27 de julho de 2011 09:30 (jogo 39) | [ 43 ] | Pontuação por períodos: 2–3, 1–6, 2–4, 2–2 |      |         | Shanghai Oriental Sports Center, Shanghai Público: 250 Árbitros: Deslieres (CAN), Cabral (BRA) |

### Decisão do 9º lugar
| 27 de julho de 2011 10:50 (jogo 40) | [ 44 ] | Cuba                                       | 7–12 | Hungria | Shanghai Oriental Sports Center, Shanghai Público: 250 Árbitros: Wengenroth (SUI), Rotsart (USA) |
| 27 de julho de 2011 10:50 (jogo 40) | [ 44 ] | Pontuação por períodos: 2–4, 3–2, 0–5, 2–1 |      |         | Shanghai Oriental Sports Center, Shanghai Público: 250 Árbitros: Wengenroth (SUI), Rotsart (USA) |

## Disputa do 13º ao 16º lugares
|  | Semifinais    | Semifinais  |   |             | 13º lugar     | 13º lugar |  |
|  |               |             |   |             |               |           |  |
|  | 23 de julho   |             |   |             |               |           |  |
|  | Cazaquistão   | 14          |   |             |               |           |  |
|  | Uzbequistão   | 13          |   |             |               |           |  |
|  |               |             |   |             |               |           |  |
|  |               |             |   |             | 25 de julho   |           |  |
|  |               |             |   |             | Cazaquistão   | 9         |  |
|  |               | Brasil      | 5 |             |               |           |  |
|  |               |             |   |             |               |           |  |
|  |               |             |   |             |               |           |  |
|  |               |             |   |             | 15º lugar     |           |  |
|  | 23 de julho   | 23 de julho |   | 25 de julho | 25 de julho   |           |  |
|  | Brasil        | 10          |   | Uzbequistão | 5             |           |  |
|  | África do Sul | 9           |   |             | África do Sul | 6         |  |

| 23 de julho de 2011 09:30 (jogo 25) | [ 45 ] | Cazaquistão                                | 14–13 | Uzbequistão | Shanghai Oriental Sports Center, Shanghai Público: 450 Árbitros: Gonzalez (PUR), Juhaz (HUN) |
| 23 de julho de 2011 09:30 (jogo 25) | [ 45 ] | Pontuação por períodos: 4–2, 2–4, 4–2, 4–5 |       |             | Shanghai Oriental Sports Center, Shanghai Público: 450 Árbitros: Gonzalez (PUR), Juhaz (HUN) |

| 23 de julho de 2011 10:50 (jogo 26) | [ 46 ] | Brasil                                     | 10–9 | África do Sul | Shanghai Oriental Sports Center, Shanghai Público: 550 Árbitros: Alexandrescu (ROU), Wengenroth (SUI) |
| 23 de julho de 2011 10:50 (jogo 26) | [ 46 ] | Pontuação por períodos: 3–2, 3–1, 2–2, 2–4 |      |               | Shanghai Oriental Sports Center, Shanghai Público: 550 Árbitros: Alexandrescu (ROU), Wengenroth (SUI) |

### Decisão do 15º lugar
| 25 de julho de 2011 8:40 (jogo 31) | [ 47 ] | Uzbequistão                                | 5–6 | África do Sul | Shanghai Oriental Sports Center, Shanghai Público: 200 Árbitros: Gonzalez (PUR), Menendez (CUB) |
| 25 de julho de 2011 8:40 (jogo 31) | [ 47 ] | Pontuação por períodos: 0–1, 2–2, 2–1, 1–2 |     |               | Shanghai Oriental Sports Center, Shanghai Público: 200 Árbitros: Gonzalez (PUR), Menendez (CUB) |

### Decisão do 13º lugar
| 25 de julho de 2011 10:00 (jogo 32) | [ 48 ] | Cazaquistão                                | 9–5 | Brasil | Shanghai Oriental Sports Center, Shanghai Público: 250 Árbitros: Flahive (AUS), Reemnet (NED) |
| 25 de julho de 2011 10:00 (jogo 32) | [ 48 ] | Pontuação por períodos: 2–1, 2–2, 2–0, 3–2 |     |        | Shanghai Oriental Sports Center, Shanghai Público: 250 Árbitros: Flahive (AUS), Reemnet (NED) |

## Classificação final
| Pos.              | Equipe         |
| ----------------- | -------------- |
| Medalha de ouro   | Grécia         |
| Medalha de prata  | China          |
| Medalha de bronze | Rússia         |
| 4                 | Itália         |
| 5                 | Austrália      |
| 6                 | Estados Unidos |
| 7                 | Países Baixos  |
| 8                 | Canadá         |
| 9                 | Hungria        |
| 10                | Cuba           |
| 11                | Espanha        |
| 12                | Nova Zelândia  |
| 13                | Cazaquistão    |
| 14                | Brasil         |
| 15                | África do Sul  |
| 16                | Uzbequistão    |